# Velocidad de circulación del dinero

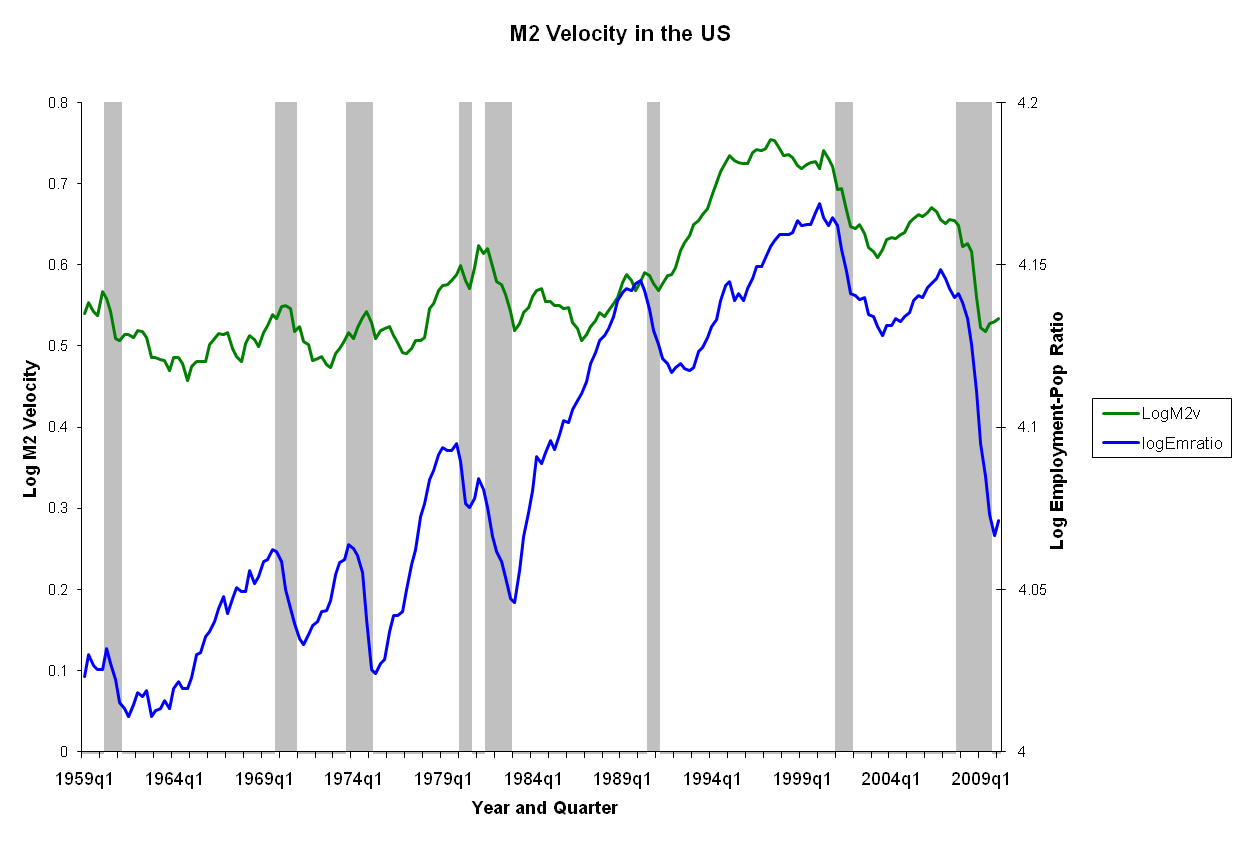
El gráfico muestra el logaritmo de M2 en los EE. UU. la velocidad del dinero (verde), que se calcula dividiendo el PIB nominal por M2 de valores, M1 más depósitos a plazo 1959-2010. Velocidad de M2 no es estable y se correlaciona con la relación empleo-población (azul), un indicador de la vitalidad económica. Tanto la velocidad de M2 y el declive relación empleo-población en los períodos de recesión (representado con barras grises). Los conflictos con el patrón de la teoría cuantitativa del dinero, lo que supone que la velocidad del dinero será estable y sólo débilmente correlacionado con las condiciones económicas.

La velocidad del dinero (también llamada o conocida  velocidad de circulación del dinero) es el promedio de la frecuencia con la que una unidad de dinero se gasta en nuevos bienes y servicios producidos en el país en un período específico de tiempo. La velocidad tiene que ver con la cantidad de actividad económica asociada a una determinada oferta de dinero.

## Ejemplos
Si, por ejemplo, en una economía muy pequeña, un agricultor y un mecánico, con tan solo una oferta de dinero de $50, compran nuevos bienes y servicios entre sí en solo tres operaciones en el transcurso de un año,
- El agricultor gasta $ 50 en la reparación del tractor.
- El mecánico compra $ 40 de maíz del agricultor.
- El mecánico gasta $ 10 en otros productos del granjero.

100 dólares cambiaron de manos en el transcurso de un año, a pesar de que solo hay $ 50 en esta pequeña economía. Ese nivel de 100 dólares es posible por cada dólar que se gasta en nuevos bienes y servicios, es decir, se creó $100 de gasto.  
Un promedio de dos veces al año, la velocidad es 2/año. Tenga en cuenta, si el agricultor compró un tractor usado o hizo un regalo al mecánico, esto no entra en el numerador de la velocidad, ya que la operación no sería parte del producto interno bruto de esta pequeña economía.

## Medición indirecta
En la práctica, los intentos de medir la velocidad del dinero son generalmente indirectos:
{\displaystyle V_{T}={\frac {nT}{M}}}
donde
{\displaystyle V_{T}\,} es la velocidad del dinero para todas las transacciones.
{\displaystyle nT\,}  es el valor nominal de las transacciones globales.
{\displaystyle M\,}es la cantidad total de dinero en circulación en el promedio de la economía (véase " La oferta de dinero "para más detalles).
(Dada la dicotomía clásica, {\displaystyle nT} puede ser establecido como un producto {\displaystyle P\cdot T} del nivel de precios {\displaystyle P} y una variable real del número de transacciones {\displaystyle T}.)
Valores de {\displaystyle nT} y {\displaystyle M} permiten calcular {\displaystyle V_{T}}.
Cuando se aplica a la economía, el gasto en la producción final de dicha disposición, la relación puede escribirse:
{\displaystyle V={\frac {nQ}{M}}}
donde
{\displaystyle V\,}  es la velocidad de las operaciones de conteo hacia el producto nacional o doméstico.
{\displaystyle nQ\,}  nominal es el producto nacional o doméstico .
(Análoga a {\displaystyle nT}, dada la dicotomía clásica, {\displaystyle nQ} pueden tenerse en cuenta en un producto {\displaystyle P\cdot Q}.)

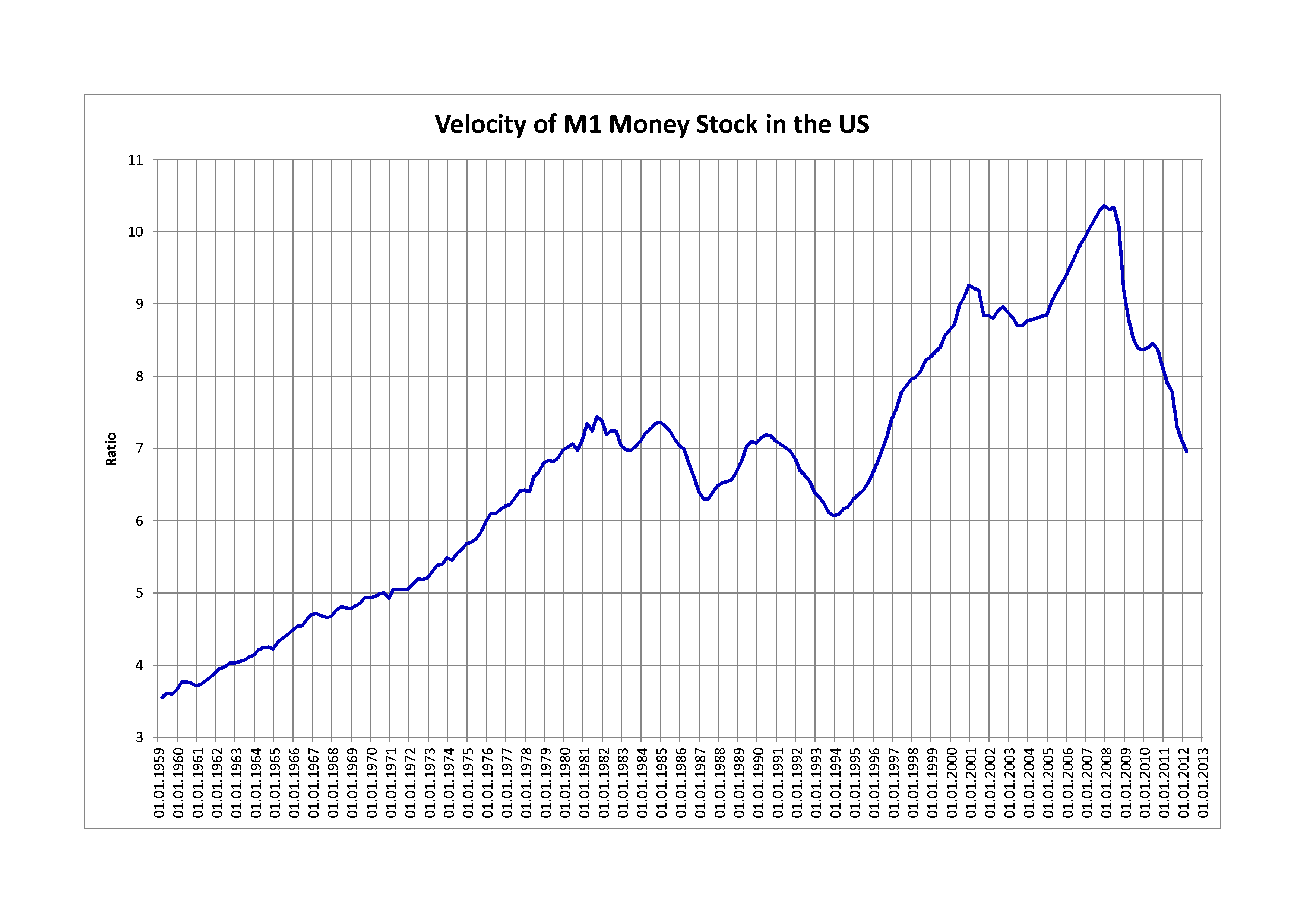
Velocidad de la M1 Stock dinero en los EE.UU. desde 1959 hasta 2012
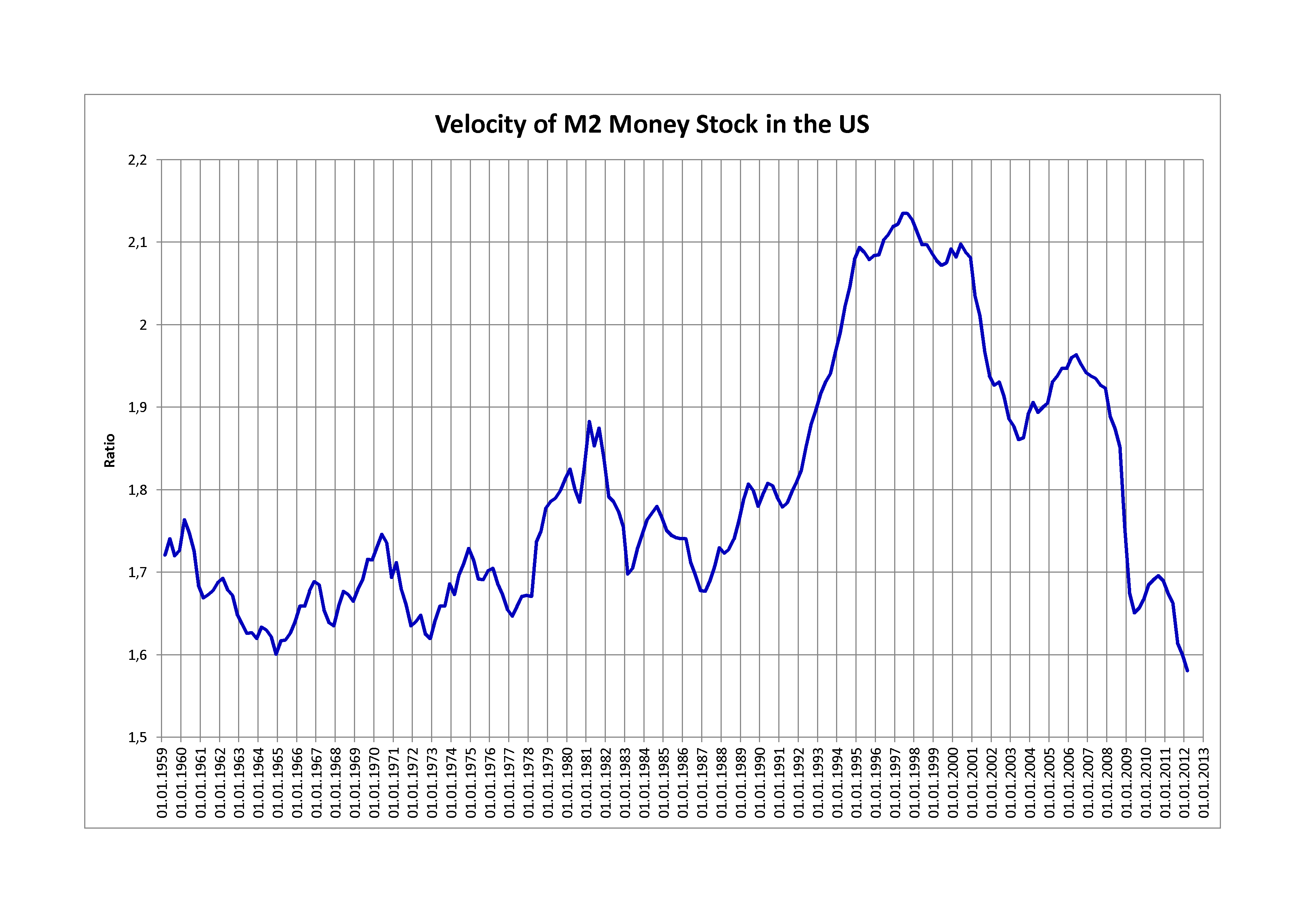
Velocidad de la M2 Stock dinero en los EE.UU. desde 1959 hasta 2012
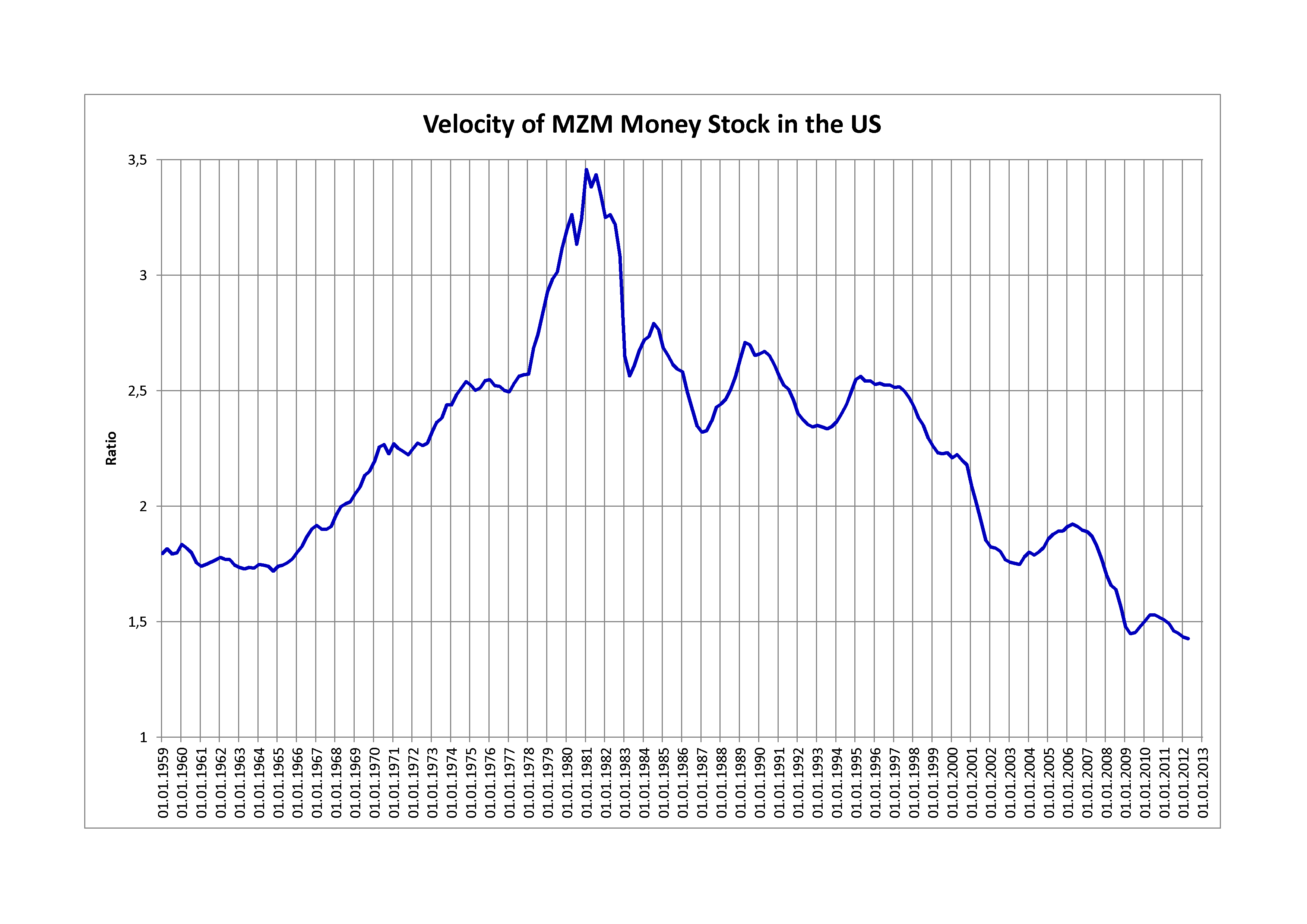
Velocidad de la M3 Stock dinero en los EE.UU. desde 1959 hasta 2012

## Determinación
Los factores determinantes y la consiguiente estabilidad de la velocidad del dinero es un tema de controversia entre y dentro de las escuelas de pensamiento económico. Los partidarios de la teoría cuantitativa del dinero han tendido a creer que, en ausencia de inflación o deflación expectativas, la velocidad será tecnológicamente determinada y estable, y que esas expectativas no será generalmente surgir sin una señal de que los precios en general han cambiado o cambiarán. Esta opinión ha sido desacreditada por la caída en picado de la velocidad de los japoneses («década perdida») y el mundo («Gran Recesión») y su secuela de 2008-10. Las autoridades monetarias emprendieron una expansión masiva de las fuentes de dinero, pero en lugar de levantar el PIB nominal según lo predicho por la teoría, la velocidad se redujo y el PIB nominal se mantuvo relativamente sin cambios.
Algunas personas han interpretado incorrectamente la velocidad entendiendo que es el tiempo entre la recepción de los ingresos y cuándo se gasta. Hay que tener en cuenta que la forma en que se gasta el ingreso ayuda a determinar el PIB. Puede haber un gran volumen de gasto por personas que esperaron mucho tiempo entre la recepción de los ingresos y gastarlo. Podrían almacenar sus ingresos en formas no monetarias, tales como acciones y bonos, entre la recepción de los ingresos y el gastarlo. Así que esa noción de «la velocidad en que se gasta el ingreso» es una falacia.